# Sant'Agata Fossili
Sant'Agata Fossili (Sant'Àgata in piemontese) è un comune italiano di 352 abitanti della provincia di Alessandria in Piemonte, che si trova sulle colline del tortonese nel preappennino ligure-piemontese.

## Storia
Sorto come abitato intorno a una cappella dedicata alla santa da cui prese il nome, è storicamente rimasto in disparte rispetto al più noto Podigliano o Pugliano, oggi frazione del comune. Podigliano, territorio del vescovo di Tortona, fu la prima capitale del Vescovato. Si hanno comunque notizie più circostanziate della piccola cappella di Sant'Agata solo nel secolo XIII, quando cominciarono a concentrarsi attorno ad essa un certo numero di insediamenti, e al 1277 risale la prima menzione del paese di Sant'Agata.
Nel 1284 era curia e divenne anche comune prima del 1311. Ulteriori notizie storiche sul paese ci informano poi che ai tempi delle fazioni seguiva la parte ghibellina, nel 1359 il podestà di Tortona sospese per sei mesi le condanne pronunciate contro gli abitanti di Sant'Agata, che nel frattempo dovettero pagare una cauzione di 1000 fiorini d'oro. Nel 1407 il paese fu infeudato ad Antonio Rampini, dipendendo dalla curia di Podiliano. Il vescovo Barbavara (1435-1451) a causa della sterilità del terreno ottenne dai Visconti esenzioni da molte tasse.
L'antica cappella, volta a oriente, fu eretta parrocchia nel 1575 (primo parroco fu Mons. Andrea Giacobone, patrizio milanese, morto a Sant'Agata nel 1580); nel 1703 la chiesa fu elevata al grado di pieve ed il rettore ebbe perciò il titolo di arciprete: in tale anno la parrocchia contava 670 anime distribuite tra Sant'Agata (85 nuclei familiari), Podigliano (26) e Torre Sterpi (37). La chiesa fu poi totalmente restaurata e decorata nel 1905-1906 dal Gambini e la facciata fu radicalmente modificata nel 1921; la chiesa è intitolata a Sant'Agata, che si festeggia il giorno 5 febbraio.
A partire dalla seconda metà del secolo XIX, soprattutto per l'impulso dell'arciprete Corazza, si sviluppò la coltivazione della vite.
L'aggiunta dello specificativo "Fossili" lo ebbe nel 1871 a causa dei molti fossili trovati nei terreni circostanti.
L'11 aprile del 2003 il comune fu epicentro di un sisma di intensità notevole, la cui scossa, intorno alle 11,30, fu pari al magnitudo 4,6 della scala Richter: ci furono feriti, evacuazioni di scuole ed edifici pubblici. Entrando in paese ancora oggi sono visibili gli alloggi provvisori creati per sfollare gli abitanti dalle case pericolanti e necessitanti di ristrutturazione.

### Simboli
Lo stemma e il gonfalone del comune sono stati concessi con decreto del presidente della Repubblica del 19 marzo 2014.
Il gonfalone è un drappo di bianco.

## Società

### Evoluzione demografica
Abitanti censiti

## Amministrazione
Di seguito è presentata una tabella relativa alle amministrazioni che si sono succedute in questo comune.
| Periodo         | Periodo         | Primo cittadino          | Partito                             | Carica               | Note  |
| --------------- | --------------- | ------------------------ | ----------------------------------- | -------------------- | ----- |
| 18 giugno 1985  | 25 maggio 1990  | Bruno Rutallo            | lista civica                        | Sindaco              | [ 6 ] |
| 25 maggio 1990  | 24 aprile 1995  | Bruno Rutallo            | Democrazia Cristiana                | Sindaco              | [ 6 ] |
| 24 aprile 1995  | 14 giugno 1999  | Bruno Rutallo            | centro                              | Sindaco              | [ 6 ] |
| 14 giugno 1999  | 14 giugno 2004  | Bruno Rutallo            | lista civica                        | Sindaco              | [ 6 ] |
| 14 giugno 2004  | 8 giugno 2009   | Giancarlo Calvi          | lista civica                        | Sindaco              | [ 6 ] |
| 8 giugno 2009   | 26 maggio 2014  | Giancarlo Calvi          | lista civica Campanile con orologio | Sindaco              | [ 6 ] |
| 15 giugno 2014  | 16 gennaio 2016 | Bruno Rutallo            | lista civica Campanile con orologio | Sindaco              | [ 6 ] |
| 16 gennaio 2016 | 6 giugno 2016   | Alberto Fabrizio Bassani | lista civica Campanile con orologio | Vicesindaco reggente | [ 6 ] |
| 6 giugno 2016   | 4 ottobre 2021  | Diego Camatti            | lista civica Uniti per Sant'Agata   | Sindaco              | [ 6 ] |
| 4 ottobre 2021  | in carica       | Diego Camatti            | lista civica Uniti per Sant'Agata   | Sindaco              | [ 6 ] |